# 막스 델브뤼크
막스 루트비히 헤닝 델브뤼크(독일어: Max Ludwig Henning Delbrück, ForMemRS, 1906년 9월 4일 ~ 1981년 3월 9일)은 독일 제국 베를린 출신의 미국의 생물학자이다. 1969년에 바이러스의 복제 기작과 유전적 구조를 발견한 공로로 앨프리드 허시, 살바도르 에드워드 루리아와 함께 노벨 생리학·의학상을 수상했다.

## 생애

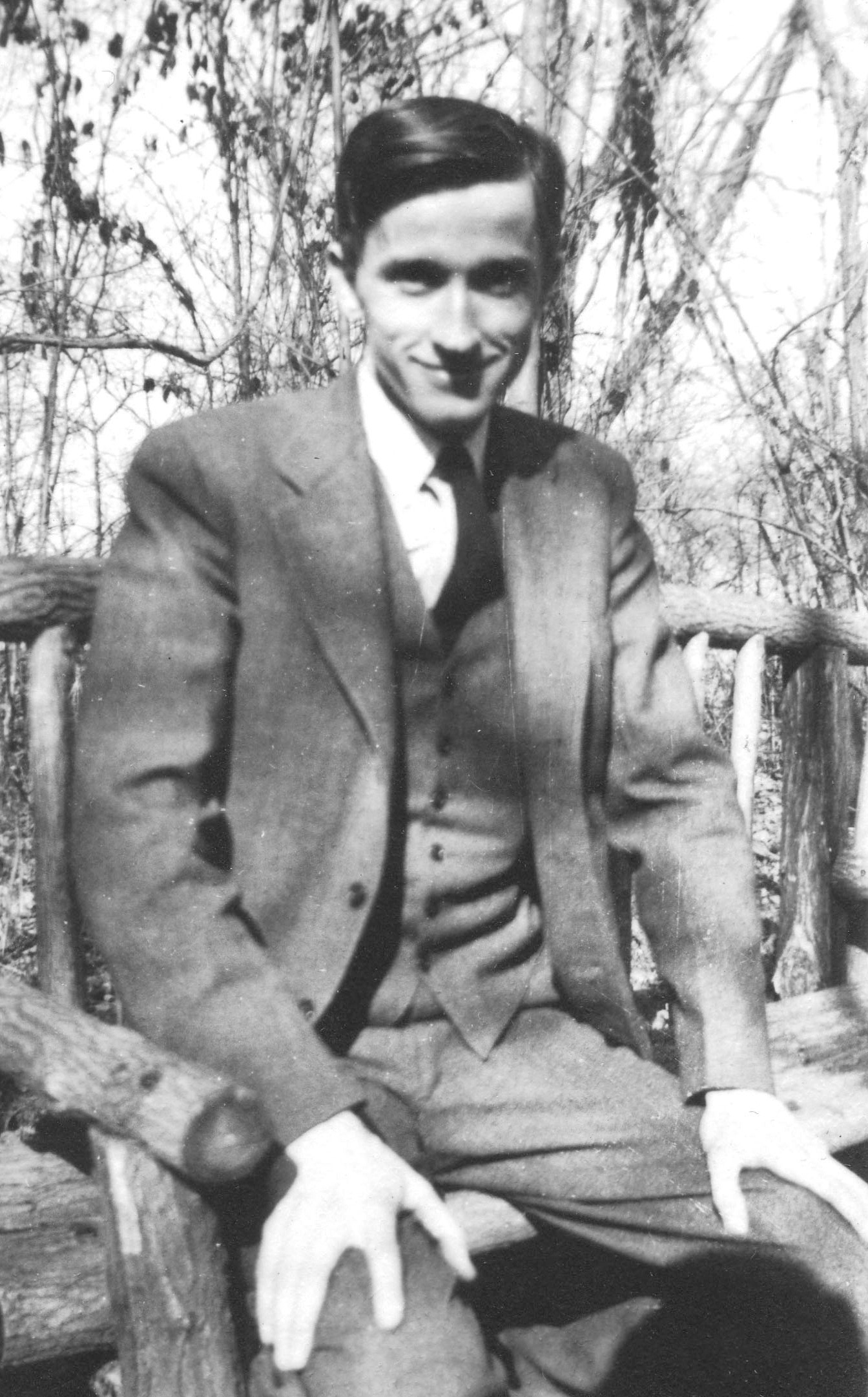
막스 델브뤽(1940년대 촬영)

델브뤽은 괴팅겐 대학교에서 천문물리학을 공부하다가 이론물리로 전향하여 박사 학위를 받았다. 박사 학위 취득 후 영국과 덴마크, 스위스 등 여러 나라들을 순회했다. 볼프강 파울리와 닐스 보어를 만나 생물학에 관심을 갖게 됐고 1932년 베를린에 돌아와 리제 마이트너의 조수가 된다.
1937년에 미국으로 이주하여, 캘리포니아 공과대학교에서 초파리(drosophila) 유전자에 대한 연구에 착수했다. 제2차 세계 대전 기간 동안 테네시주 내슈빌의 밴더빌트 대학교에서 물리를 가르치며 미국에 머물렀다. 1941년 매리 브루스(Mary Bruce)와 결혼하면서 나중에 그녀와의 사이에서 네 아이를 얻었다.
1942년 살바도르 에드워드 루리아와 함께 박테리아의 바이러스 감염에 대한 저항력이, 잘 조절된 변화가 아닌 무작위적인 돌연변이에 의해 형성된다는 사실을 알아냈다. 이 공로로 1969년 앨프리드 허시와 함께 노벨 생리학·의학상을 수상했다. 1950년대 이후 델브뤽은 유전학보다는 생리학쪽의 연구에 집중했고 또한 쾰른 대학교에 분자유전학 연구소를 세우기도 하였다.

## 가족 관계
아버지는 베를린 대학교의 역사학 교수였고, 어머니는 유스투스 폰 리비히(Justus von Liebig)의 손녀였다.